# Максим (певица)
Вижте пояснителната страница за други личности с името Максим.
Марина Абросимова, по-известна като МакSим, е руска певица, родена на 10 юни 1983 година в Казан. Става популярна с песента „Трудный возраст“, излязла през 2005 година.

## Произход на псевдонима
Самата певица казва, че псевдонимът ѝ произлиза от съчетание на аристократичната ѝ фамилия Максимова.

## Класации
С песента „Знаешь ли ты“ се изкачва на челно място в повечето руски класации, включително и MTV Русия.

## Дискография

### Трудный возраст
Дебютният и албум, излязъл за продажба официално на 28 март 2006 година.
1. Трудный возраст
2. Сантиметры дыханья
3. Нежность
4. Лолита
5. Сон
6. Ветром стать
7. Отпускаю
8. Пам-парам
9. Знаешь ли ты
10. Сантиметры дыханья (remix)
11. Трудный возраст (slow version)
12. Нежность (remix acid-jazz)
13. Небо цвета молока
14. Отпускаю (artifact radio mix)
15. Нежность (R’n’B remix)

### Мой рай
Втори албум, който излиза на 15 ноември 2007 година.
1. Секретов нет
2. Научусь летать
3. Мой рай
4. Любовь
5. Лучшая ночь
6. Не отдам
7. Open Air Sochi
8. Зима
9. Чужой
10. Звезда
11. Лучшая ночь (Kirbas electro mix („GAS“ promo))
12. Мой рай (Remix DjVini (DяgileV prожеkt))
13. Наше лето (МакSим и Баста)

### Одиночка
Трети албум, който излиза на 1 декември 2009 година.
1. На радиоволнах
2. Портрет
3. Весна
4. Любовь – это яд
5. Дорога
6. Я люблю тебя
7. Странница
8. Птицы
9. Мама-кошка
10. Блюз
11. Одиночка
12. На радиоволнах (Kirbas GASpromo remix)
13. На радиоволнах (Dj Fisun remix)

### Другая реальность
Четвърти албум, който излиза на 27 май 2013 година.
1. Другая реальность
2. Ты говоришь
3. Это же я
4. Мой мир
5. Осколки
6. Небо-самолёты
7. Я буду жить
8. Как летать
9. Кошка
10. Дождь
11. Так просто
12. Я ветер
13. Poster Girl
14. Ты говоришь (live)
15. Колыбельная

## Награди
- Золотой диск – награда на дискоиздателите в Русия, 2006 година. Връчена е за повече от 100 000 официално продадени копия от албума ѝ.
- Золотой грамофон – 2007 година